# На Юйбо
На Юйбо́ (кит. упр. 那玉波, пиньинь Nà Yùbō, 12 июля 1981, Внутренняя Монголия, Китай) — китайский хоккеист (хоккей на траве), нападающий. Участвовал в летних Олимпийских играх 2008 года.

## Биография
На Юйбо родился 12 июля 1981 года в китайском автономном районе Внутренняя Монголия.
Начал заниматься хоккеем, живя во Внутренней Монголии, во время учёбы в школе. Играл за «Ганьсу» из Ланьчжоу.
В 2006 году в составе сборной Китая завоевал серебряную медаль хоккейного турнира летних Азиатских игр в Дохе. Забил единственный мяч китайцев в финале против сборной Южной Кореи (1:3), открыв счёт на 9-й минуте. Кроме того, участвовал ещё в двух Азиатских играх: в 2002 году в Пусане и в 2010 году в Гуанчжоу китайские хоккеисты заняли 5-е место.
В 2008 году вошёл в состав сборной Китая по хоккею на траве на летних Олимпийских играх в Пекине, занявшей 11-е место. Играл на позиции нападающего, провёл 6 матчей, забил 4 мяча (по одному в ворота сборных Германии, Южной Кореи, Испании и ЮАР).
За пределами хоккейного поля На считает себя «ленивым бездельником», который любит проводить время с семьёй и друзьями.